# Adolf Holm

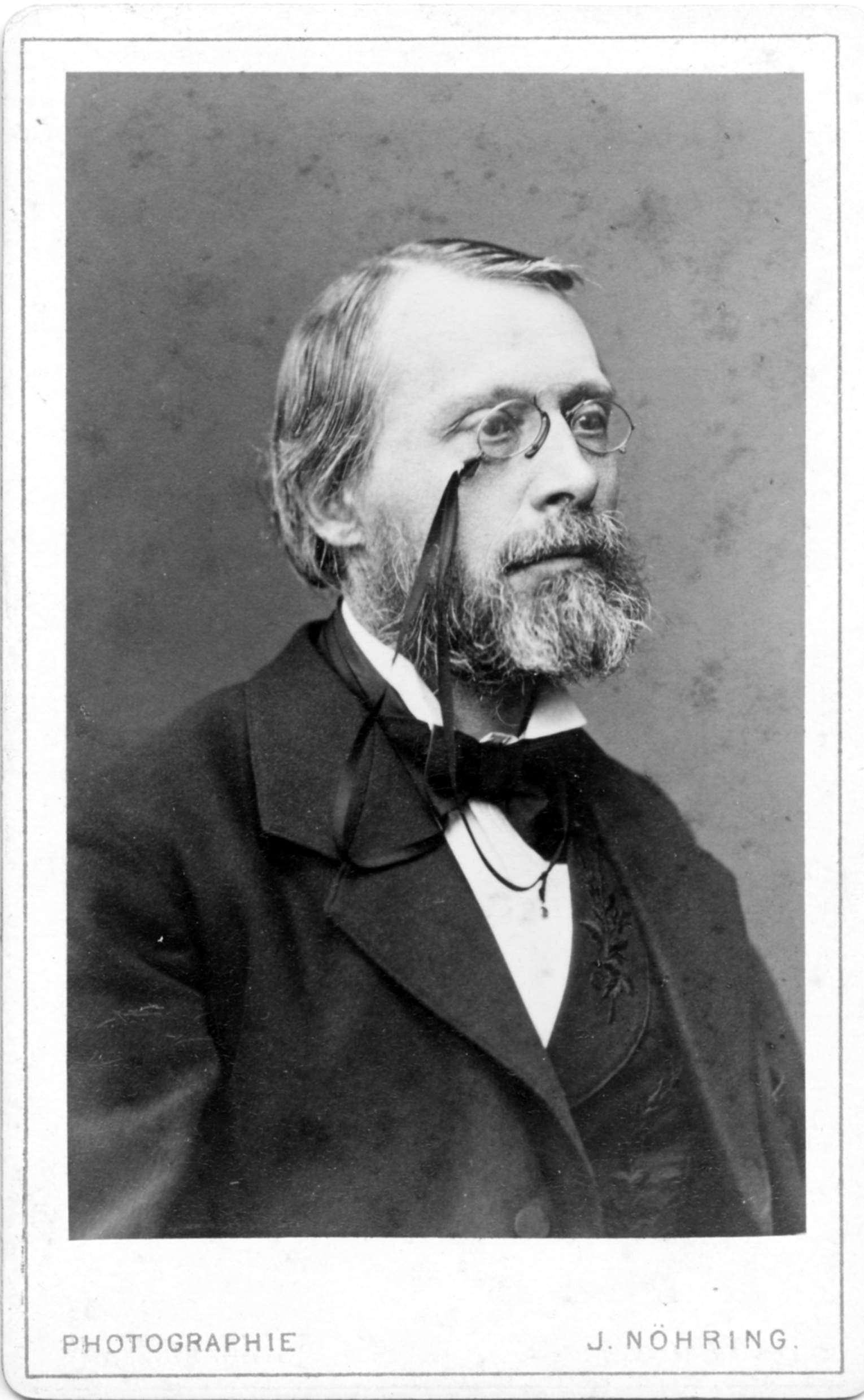
Johannes Nöhring: Adolf Holm um 1870

Adolf Holm (* 8. August 1830 in Lübeck; † 9. Juni 1900 in Freiburg im Breisgau) war ein deutscher Althistoriker.

## Leben
Adolf Holm war der Sohn eines Lübecker Tabaksfabrikanten und Detailhändlers und wuchs in dem Haus die Sonne zwischen der Braunstraße und der Holstenstraße an der Trave auf. Er studierte in Leipzig sowie in Berlin und promovierte 1851. Danach war er Gymnasiallehrer am Katharineum zu Lübeck. Er beschäftigte sich mit der Geschichte und Geographie des antiken Siziliens wie auch Griechenlands und verfasste ein mehrbändiges Werk über die Geschichte Siziliens im Altertum. In Lübeck hielt er zahlreiche Vorträge als Mitglied der Gesellschaft zur Beförderung gemeinnütziger Tätigkeit und des Vereins für Lübeckische Geschichte und Altertumskunde. Die ehemalige Sammlung von Gipsabgüssen antiker Bildwerke im Museum am Dom ging maßgeblich auf seine Initiative zurück. Er war einer der Gründer des Vereins der Kunstfreunde und dessen Vorsitzender bis zu seiner Berufung nach Sizilien. Weiter war er Schriftleiter der Neuen lübeckischen Blätter.
Aufgrund seiner Veröffentlichungen wurde er 1876 auf Betreiben des sizilianischen Geschichtsforscher Michele Amari auf ein Extraordinat für Universalgeschichte an die Universität Palermo berufen. 1884 wurde er an die Universität Neapel berufen, wo er bis 1897 lehrte. Seinen Lebensabend verbrachte er in Freiburg.

## Schriften
- De ethicis politicorum Aristotelis principiis. Dissertation Berlin 1851
- Antike Geographie Siciliens. Lübeck 1866
- Beiträge zur Berichtigung der Karte des alten Siciliens. Lübeck 1866
- Geschichte Siciliens im Alterthum. Bd. 1, 1869; Bd. 2, 1874; Bd. 3, 1897
- Della geografia antica di Sicilia. Palermo 1871
- Das alte Catania. Lübeck 1873 (Lübeck, Katharineum, Schulprogramm 1873)
- Storia della Sicilia nell’antichità. Torino 1896–1901
- Il rinascimento italiano e la Grecia antica: Discorso inaugurale per la riapertura degli studi nell’ anno academico 1880–81 nella R. Università di Palermo. Palermo 1880[1]
- Griechische Geschichte von ihrem Ursprunge bis zum Untergange der Selbstständigkeit des griechischen Volkes. Berlin Bd. 1, 1886; Bd. 2, 1889; Bd. 3, 1891; Bd. 4, 1894
- Lübeck, die Freie und Hansestadt. Velhagen & Klasing, 1900.
- Erinnerungen, 1900. Im Auszug abgedruckt in Der Wagen 1959, S. 153–155 (mit einer Anmerkung von Paul Brockhaus)